# 324 (szám)
A 324 (római számmal: CCCXXIV) egy természetes szám, négyzetszám, a 18 négyzete.

## A szám a matematikában
A tízes számrendszerbeli 324-es a kettes számrendszerben 101000100, a nyolcas számrendszerben 504, a tizenhatos számrendszerben 144 alakban írható fel.
A 324 páros szám, összetett szám, azon belül négyzetszám, kanonikus alakban a 22 · 34 szorzattal, normálalakban a 3,24 · 102 szorzattal írható fel. Tizenöt osztója van a természetes számok halmazán, ezek növekvő sorrendben: 1, 2, 3, 4, 6, 9, 12, 18, 27, 36, 54, 81, 108, 162 és 324.
Érinthetetlen szám: nem áll elő pozitív egész számok valódiosztóösszeg-függvényeként.
A 324 négyzete 104 976, köbe 34 012 224, négyzetgyöke 18, köbgyöke 6,86829, reciproka 0,0030864. A 324 egység sugarú kör kerülete 2035,75204 egység, területe 329 791,83040 területegység; a 324 egység sugarú gömb térfogata 142 470 070,7 térfogategység.